# La reina al palau dels corrents d'aire (pel·lícula)
|  | Per a la novel·la escrita per Stieg Larsson, vegeu l'article La reina al palau dels corrents d'aire. |

La reina al palau dels corrents d'aire (títol original suec: Luftslottet som sprängdes) és un thriller dirigit pel cineasta Daniel Alfredson i estrenat a Suècia, Dinamarca i Noruega el 27 de novembre del 2009.
Es tracta d'una adaptació de la novel·la policíaca La reina al palau dels corrents d'aire, de l'escriptor Stieg Larsson, la qual forma part de la trilogia Millennium.

## Argument
En aquest desenllaç de la saga Millennium la tensió es dispara. Després de l'agònic final de La noia que somiava amb un llumí i un bidó de gasolina, podria ser que Lisbeth Salander hagi sobreviscut a ser enterrada viva, però els seus problemes estan lluny d'haver acabat. Està acusada de triple assassinat i forces poderoses intenten silenciar-la per sempre. Mentrestant, Michael Blomkvist furga en el seu fosc passat i aviat troba les seves empremtes.

## Repartiment
- Noomi Rapace: Lisbeth Salander
- Michael Nyqvist: Mikael Blomkvist
- Peter Andersson: Bjurman
- Lena Endre: Erika Berger
- Michalis Koutsogiannakis: Dragan Armanskij
- Anders Ahlbom: Dr. Peter Teleborian
- Hans Alfredson: Evert Gullberg
- Tina Berg: Sjuksköterska
- Alexandra Eisenstein: periodista
- Sofia Ledarp: Malin Erikson

## Rebuda
- "Un final extremadament satisfactori per a la història de Lisbeth Salander, la dura sueca cyberpunk que l'actriu Noomi Rapace ha convertit en una icònica heroïna de la nova era"[3]

- "Millor que la segona pel·lícula, encara que no és tan sòlida com la primera. Rapace posa el llistó altíssim a Rooney Mara per al remake de David Fincher (...). Puntuació: ★★★★ (sobre 5)."[4]